# Constantin Diaconovici Loga
Constantin Diaconovici Loga (n. 1 noiembrie 1770, Caransebeș, Imperiul Austriei – d. 12 noiembrie 1850, Caransebeș, Imperiul Austriei) a fost un educator, pedagog și scriitor român. A urmat studiile gimnaziale în orașul Lugoj, pentru ca apoi să studieze Dreptul la Universitatea din Pesta. Întors de la studii, a predat ca profesor la Arad, iar din 1831 până când s-a stins din viață a fost director de școală.

## Viața
Constantin Diaconovici Loga s-a născut la Caransebeș, vechi centru de cultură românească. Istoriile literare îl menționează ca pe unul dintre cei mai reprezentativi exponenți ai generației de intelectuali iluminiști, un om al cărții și un ctitor de școală românească, care a crezut în programul de emancipare națională și în resursele spirituale ale neamului său.
Potrivit documentelor, de numele familiei sale se leagă întemeierea satului Srediștea Mare, de lângă Vârșeț. Bunicul său (Vasile Diaconu Loga), un celebrul zugrav de biserici, plecat din Tismana împreună cu cincizeci de familii, a fondat această localitate și o școală în care preda „măiestria zugrăvelii”.
Studiile primare le-a făcut în Caransebeș iar cele gimnaziale la Liceul Romano-Catolic din Lugoj. A studiat apoi dreptul și științele politice la Universitatea din Pesta. După absolvire a devenit translator la magistratura orașului, revizor și corector al cărților românești în tipografia Universității din Pesta. Îl suplinește un timp pe Petru Maior, cenzor la Buda, și îl ajută să editeze Istoria pentru începutul românilor în Dachia. Prin strădaniile sale avea să se deschidă prima școală a coloniei române din Pesta, unde, până în 1812, lucrează ca învățător. Cantor la biserica ortodoxă din Pesta, introduce serviciul religios în limba română. La inițiativa lui s-a înființat prima societate a femeilor române din Pesta.
Întors la Arad, a lucrat timp de optsprezece ani ca profesor la Preparandia Română. Predă la catedra de „gramatică și concept românesc”, dar a fost și profesor de tipic și cântare bisericească. La Arad s-a dedicat pedagogiei, dar și luptei pentru drepturile culturale ale românilor. Pe lângă implicarea lui în mișcarea națională, Diaconovici-Loga a desfășurat în această perioadă și o bogată activitate ca scriitor. În 1818 publică la Buda Ortografia sau dreapta scriere, la 1822-1823 publică manualul Gramatica română, de o deosebită valoare pentru elevii școlilor normale, iar în 1826 întocmește un Octoih și tipicon cu catavaseriu tipărit în 1826, care a fost intens folosit în bisericile românești pentru mai bine de un secol.
În 1830 a fost numit în funcția de director al școlilor românești și sârbești de pe teritoriul regimentelor de graniță bănățene. Duce o neobosită activitate pentru a organiza învățământul în limba română din Banat. În acest sens, alcătuiește ori traduce manuale și cărți de cult (Viața domnului Iisus Hristos, Tâlcuirea Evangheliilor etc.), un îndreptar ortografic (Ortografia sau dreapta scrisoare pentru îndreptarea scriitorilor limbii române) și o gramatică (Gramatica românească pentru îndreptarea tinerilor – 1822).
Gramatica sa, una dintre primele gramatici românești, depășește prin semnificație cadrul unui simplu instrument de studiu, fiind o pledoarie pentru limba națională. Autorul ei încearcă să propună, cu destule stângăcii, o terminologie gramaticală românească, derivând formațiuni noi din rădăcini latine.  Chemarea la tipărirea cărților românești și versuri pentru îndreptarea tinerilor (1821) conține un adevărat program de luminare a neamului prin cultură „precum în timpul nostru se cere”. Solicită școli, cărți, susținând că toate popoarele sunt înzestrate cu posibilități intelectuale și creatoare, că poporul român are alese însușiri și în special în tineret vedea „reazimul fericirii neamului”.

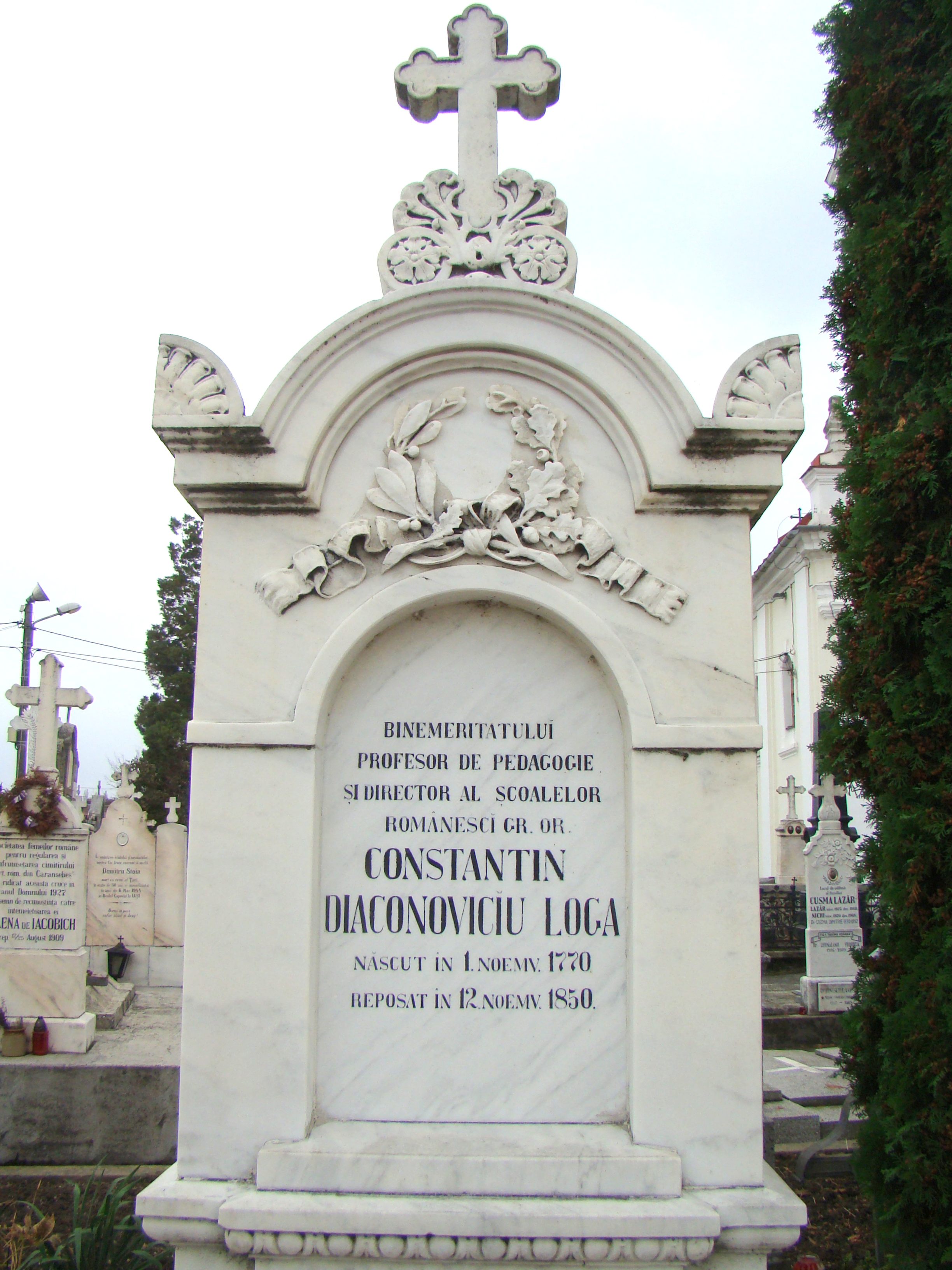
Mormântul profesorului Constantin Diaconoviciu Loga din municipiul Caransebeș, str. Muntele Mic 40, în cimitirul bisericii „Sfântul Ioan Botezătorul”

Tipărește cărți ce vor circula în Ardeal, în Țara Românească și în Moldova, pe care le plătește cu prețul propriei case. Ajunge atât de sărac, încât cere să i se primească fetele la orfelinat, dar spune: „sunt răsplătit atunci când văd că am putut și eu cu ceva folosi neamului meu”.
O înștiințare, apărută în Foaie pentru minte, inimă și literatură (1842) îl menționează pe Constantin Diaconovici Loga ca autor al unor lucrări în manuscrise ce ieșeau din sfera didactică, fără a trăda însă interesul instructiv-educativ: Istoria românilor de la zidirea Romei, Istoria Bibliei și romanul Belisarie, tălmăcit din Marmontel. Soarta acestor lucrări nu este cunoscută.
Întors la Caransebeș, Constantin Diaconovici-Loga, slăbit de bătrânețe, se stinge din viață în 1850.

## Operă
- Caractere caligrafice pentru școalele poporale, Buda, 1813[1][2]
- Instrucție pentru școalele românești în Bănat, Buda, 1815[1]
- Ortografia sau Dreapta Scrisore pentru îndreptarea scriitorilor limbii Romanești, Buda, 1818[1][3]
- Chiemare la tipărirea cărților romanești și versuri pentru îndreptarea tinerilor, Buda, 1821[1][4]
- Grammatica romanească pentru îndreptarea tinerilor, Buda, 1822[1][5]
- Abecedar sau Bucvar sârbesc, Buda, 1822 sau 1824[1][6]
- Octoih cu catavasieriu, Buda, 1826[1]
- Tipiconul (trad.), Buda, 1826[1]
- Viața Domnului nostru Isus Christos, Mântuitoriul lumii, cu 12 ilustrațiuni, Buda, 1831[1]
- Tâlcuirea Evangeliilor în Duminicele învierii și ale serbătorilor, Buda, 1835[1]
- Epistolariu Românesc, Buda, 1841[1]